# Tukemu
Tukemu (kinesiska: 图克木, 图克木苏木) är en socken i Kina. Den ligger i den autonoma regionen Inre Mongoliet, i den norra delen av landet, omkring 490 kilometer väster om regionhuvudstaden Hohhot.
Genomsnittlig årsnederbörd är 213 millimeter. Den regnigaste månaden är juni, med i genomsnitt 55 mm nederbörd, och den torraste är december, med 2 mm nederbörd.